# Dimitrie Stelaru
Dimitrie Stelaru (n. 8 martie 1917, Segarcea Vale, județul Teleorman – d. 28 noiembrie 1971, București, Spitalul Brâncovenesc), pe numele său adevărat Dumitru Petrescu, a fost un poet, prozator și memorialist român.
A debutat ca poet la mijlocul anilor 1930 când, încă elev, a publicat o plachetă intitulată Melancolie. Până în 1938 a publicat sub pseudonimul D. Orfanul (deoarece tatăl său murise pe front, în 1917), pentru ca din 1938, la îndemnul lui Eugen Jebeleanu, să adopte pseudonimul Dimitrie Stelaru.

## Familia
Este fiul lui Dumitru Petrescu (cizmar si, apoi, agricultor, căzut pe front în timpul primului război mondial) si al Pascăi (n. Preotu). Ulterior, mama sa se căsătorește cu zidarul Florea Stoicea.
Dimitrie Stelaru a avut trei mariaje. Se căsătorește pentru prima oară la Turnu Măgurele cu o profesoară de filozofie cu care a avut o fiică. Al doilea mariaj a fost cu o pictoriță cu care a stat șase ani. Din ultima căsătorie rezultă un fiu, Eunor.

## Viață boemă
În anul 1940 a făcut o farsă lugubră, publicând în ziarul Semnalul un anunț prin care își anunța decesul, eveniment pe care i l-a relatat în 1967 poetului Adrian Păunescu:
„(...) presa a început să anunțe moartea poetului Stelaru care, ca și atîția alții, din pricina condițiilor ș.a.m.d. a murit. Ba încă și tipii care-mi erau dușmani au început să mă laude, în articole mari, calde, după anunțarea știrii că am murit. (...) Voiam să-mi bat joc. Aveam o poftă nebună să-mi bat joc. O săptămînă a urlat presa. Și cînd eram pe cale de dispariție, din comentariile presei, am apărut pe stradă. M-a văzut Emil Botta și s-a făcut alb. Credea că sînt stafie. Nu-ți mai spun că toți credeau că sînt stafie.(...)”
Romanul autobiografic Zeii prind șoareci, apărut în 1968, ilustrează viața sa boemă, ce poate fi asemănată cu cea a lui Edgar Allan Poe.

## Universul poetic
Afirmarea sa ca poet vine în anii ’40 cu volumele Noaptea geniului (1942), Ora fantastică (1944), Cetăṭile albe (1946), ce dezvoltă imaginea unui damnat, profet al poeziei „În deznădejdea secolului douăzeci” (Profetul, vol. C.a.). Impresionantă e ṣi zugrăvirea cuplului ca victimă a mizeriei (Maria-Maria, vol. O.f.; Poem cerṣetor, vol. N.g.), cu atât mai mult cu cât ṣtim că are origini biografice. Stelaru, la fel ca majoritatea colegilor de generaṭie, manifestă interes în crearea unei mitologii proprii. El recurge în acest sens la o onomastică stranie, în alte locuri feerică, de basm: „Eumene”, „Elra”, „Iwa”, „Regele Fără-Timp”, „Zeul vântului”. Se adaugă aici personificarea obsesiilor ṣi – în ceea ce priveṣte configurarea spaṭială – opṭiunea pentru o geografie ce ṭine de categoriile fantasticului: „Țara Chinului”, „Insula sunetelor”, „tărâmul geniilor”.

## Aprecieri critice
Originalitatea sa nu a trecut neobservată. Pompiliu Constantinescu a remarcat autenticitatea, prospeṭimea confesiunii ṣi, mai ales, rolul de întemeietor în literatura română al unei poezii a vagabondajului. Eugen Lovinescu, în schimb, a apreciat vizionarismul poetului, capacitatea de expresie lapidară, muzicalitatea stranie a versurilor. Ion Negoițescu îl aṣază în fruntea generaṭiei sale: „incontestabil, Dimitrie Stelaru domneṣte peste poezia scrisă de Ion Caraion, Ben Corlaciu, Geo Dumitrescu, Miron Radu Paraschivescu, Constant Tonegaru”. De aceeaṣi părere e ṣi Petru Poantă: „Într-o generaṭie <pierdută>, <ironică>, <sarcastică>, a <anti-iluziei>, dominată de prezenṭa furioasă a lui Geo Dumitrescu, de imagismul frondei morale a lui Ion Caraion, de melancolia decepṭionatului Constant Tonegaru, Stelaru a fost un ṣef de promoṭie”.  Aceṣti poeṭi instaurează în literatura română – după cum demonstrează Marius Nenciulescu – o nouă paradigmă poetică. Prin ea se produce „despărṭirea de radicalismul modernist (înṭeles în sens larg, adică incluzând atât purismul, ermetismul, cât ṣi poeticile avangardei) ṣi revenirea la expresivitate, una ce însă a filtrat ṣi asimilat lucrurile „viabile” din acesta”.

## Volume publicate
- Melancolie, poesii, prefaṭă de I. Narcis, Braṣov, Tipografia G. I. Gologan, f.a., semnat D. Orfanul
- Abracadabru, poesii, Bucureṣti, Tipografia Progresul Artei, f.a., semnat D. Orfanul
- Blestem, poesii, Bucureṣti, Tipografia Progresul Artei, 1937, semnat D. Orfanul
- Preamărirea durerii, poeme, Bucureṣti, Tipografia Astoria, 1938, semnat D. Orfanul
- Noaptea geniului, poeme, Bucureṣti, Editura Bucovina – I. E. Torouṭiu, 1942
- Ora fantastică, poeme, cu O planetă de poet nou de E. Lovinescu, Bucureṣti, Editura Prometeu, 1944
- Cetăṭile albe, poeme, Bucureṣti, Întreprinderile de editură S.A.R., 1946
- Fata pădurarului, basm în versuri, Bucureṣti, Editura Tineretului, 1955
- Gelu, [basm în versuri], Bucureṣti, Editura Tineretului, 1956
- Ṣarpele Marao ṣi Vrăjitoarele, feerii, Bucureṣti, E.S.P.L.A., 1957[7]
- Oameni ṣi flăcări, poezii, Bucureṣti, Editura pentru Literatură, 1963
- Fata fără lună, [proză], Bucureṣti, Editura Tineretului, 1967
- Mare incognitum, [poezii], cuvânt înainte de Eugen Jebeleanu, Bucureṣti, Editura pentru Literatură, 1967[8]
- Nemoarte, [poezii], Bucureṣti, Editura Tineretului, 1968
- Zeii prind Ṣoareci, [însemnări], Bucureṣti, Editura pentru Literatură, 1968
- Cei din lună, [poveṣti], Bucureṣti, Editura Tineretului, 1969
- Mare incognitum, [poezii], colecṭia „Cele mai frumoase poezii”, cuvânt înainte de Lucian Raicu, Bucureṣti, Editura Tineretului, 1969
- Coloane, [poezii], Bucureṣti, Editura Minerva, 1970
- Înaltă umbră, [poezii], Bucureṣti, Editura Eminescu, 1970
- Poeme dramatice (Leru ṣi Împăratul Nix), Bucureṣti, Editura Eminescu, 1970
- Păsări incandescente, poeme, Bucureṣti, Editura Cartea Românească, 1971
- Casa veveriṭelor, [poveṣti], ediṭie îngrijită de Victor Corcheṣ, Bucureṣti, Editura Ion Creangă, 1991
- Îngerul vagabond, poezii postume, ediṭie îngrijită ṣi prefaṭă de Victor Corcheṣ,  Bucureṣti, Editura Eminescu, 1999
- Opera poetică, ediṭie îngrijită ṣi prefaṭă de Emil Manu, Bucureṣti, Editura Profile Publishing, 2002
- Scrieri literare, ediṭie critică ṣi studiu introductiv de Victor Corcheṣ, Constanṭa, Editura Ex Ponto, vol. VI: Proză, 2002; vol. I: Teatru, 2004

## Distincții
- 1967 - Premiul Uniunii Scriitorilor' pentru volumul "Mare incognitum", ce cuprinde o selecție de versuri precum și ciclul Antirăzboinice.[5]